# OpenDOAR
OpenDOAR, acronimo di Open Directory of Open Access Repositories, è una directory web britannico che presenta un elenco dei database accademici consultabili in modalità Open Access.

## Descrizione
È gestito dall'Università di Nottingham in collaborazione con quella di Lund ed è affiliato al più ampio programma SHERPA-ecuring a Hybrid Environment for Research Preservation and Access.
Le sue attività sono finanziate dal Joint Information Systems Committee, dal sistema di ricerca interbibliotecario Research Libraries UK (RLUK), dalla Scholarly Publishing and Academic Resources Coalition e dall'Open Science Institute.
Il servizio web richiede l'inserimento dei dati anagrafici di base dei repository censiti e non effettua ricerche all'interno dei loro metadati.

## ROAR e Open DOAR
Al 2015, OpenDOAR e l'altro gemello britannico Registry of Open Access Repositories erano consideratile due principali directory Open Access a livello mondiale. Mentre ROAR era la più grande directory e permetteva agli utenti di alimentarla direttamente, OpenDOAR disponeva di uno staff di collaboratori che verificavano le richieste di inserimento di un nuovo database, filtrandole preventivamente. OpenDOAR richiede l'inserimento di materiale accademico (es. riviste); ROAR comprende una varietà molto più ampia di materiali.
L'elenco di ROAR può essere consultato per nome del repository, Paese ospitante o tipologia; OpenROAR può essere consultato anche in base al software.